# Asthenocormus titanius
Asthenocormus titanius è un pesce osseo estinto, appartenente ai pachicormiformi, vissuto nel Giurassico superiore, circa 148-145 milioni di anni fa (Titoniano), i cui resti fossili sono stati ritrovati in Germania.

## Descrizione

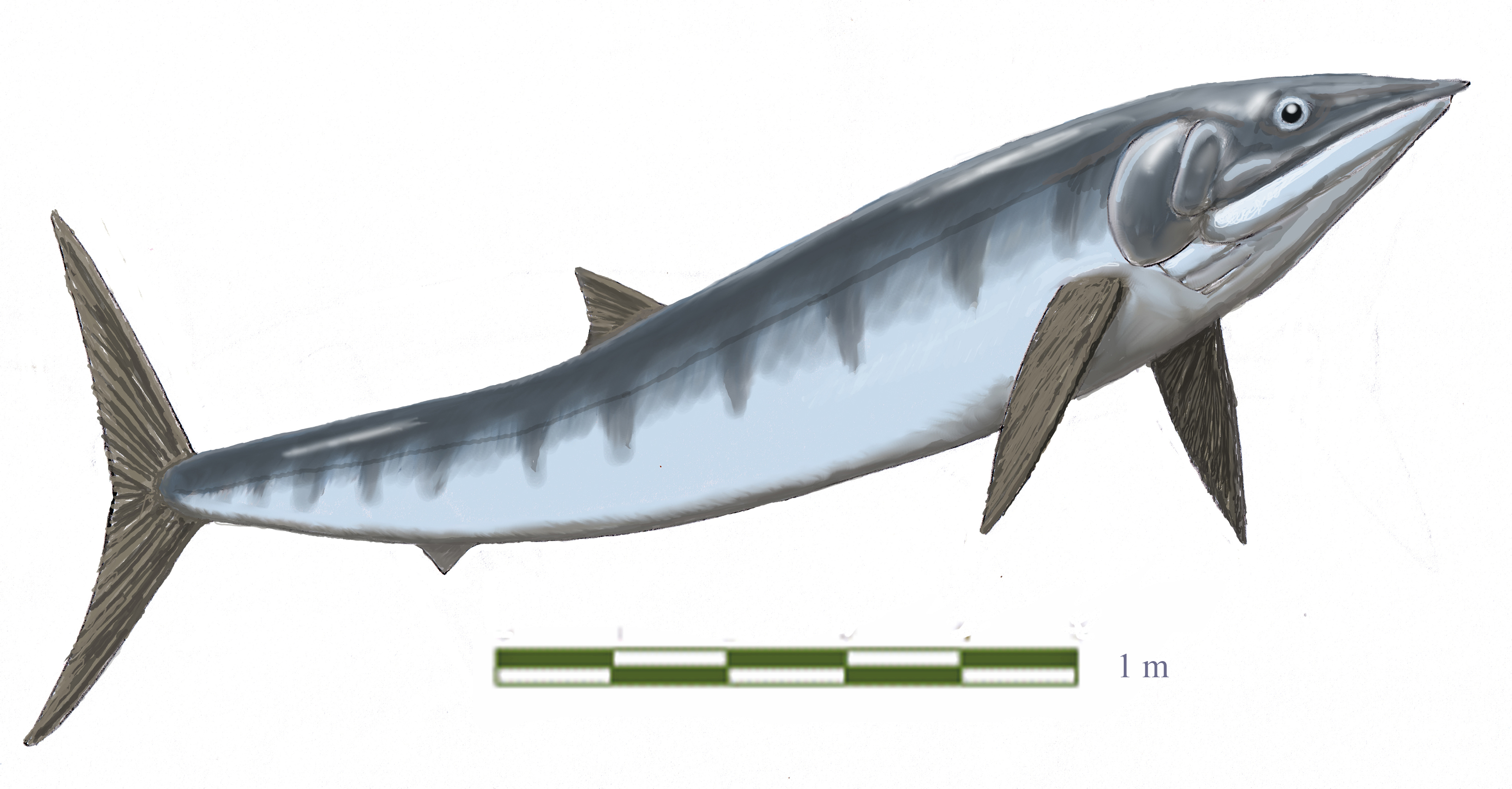
Ricostruzione di Asthenocormus titanius, sulla base dello studio di Liston (2008)

Asthenocormus era un pesce di grandi dimensioni che poteva raggiungere anche i 3 metri di lunghezza. I fossili mostrano che l'animale possedeva un corpo slanciato e una testa bassa e allungata. Le pinne pettorali, al contrario della maggior parte dei suoi simili, non erano a forma di falce, ma erano dritte e allungate. La pinna caudale era estremamente allungata e bilobata, mentre mancavano del tutto le pinne pelviche. Il rostro era appuntito ma la bocca, molto ampia, era del tutto priva di denti. Erano inoltre presenti branchiospine, appendici spinose del margine interno degli archi branchiali che trattenevano gli alimenti.

## Classificazione
Asthenocormus titanius venne descritto per la prima volta nel 1863 da Wagner, sulla base di resti fossili ritrovati nel famoso giacimento di Solnhofen in Germania. Asthenocormus era un rappresentante dei pachicormiformi, un gruppo di pesci vicini all'origine dei teleostei. In particolare, Asthenocormus faceva parte di una radiazione evolutiva di pachicormiformi che includeva grandi pesci filtratori privi di denti, che comprendevano anche forme giganti come Leedsichthys.

## Paleoecologia

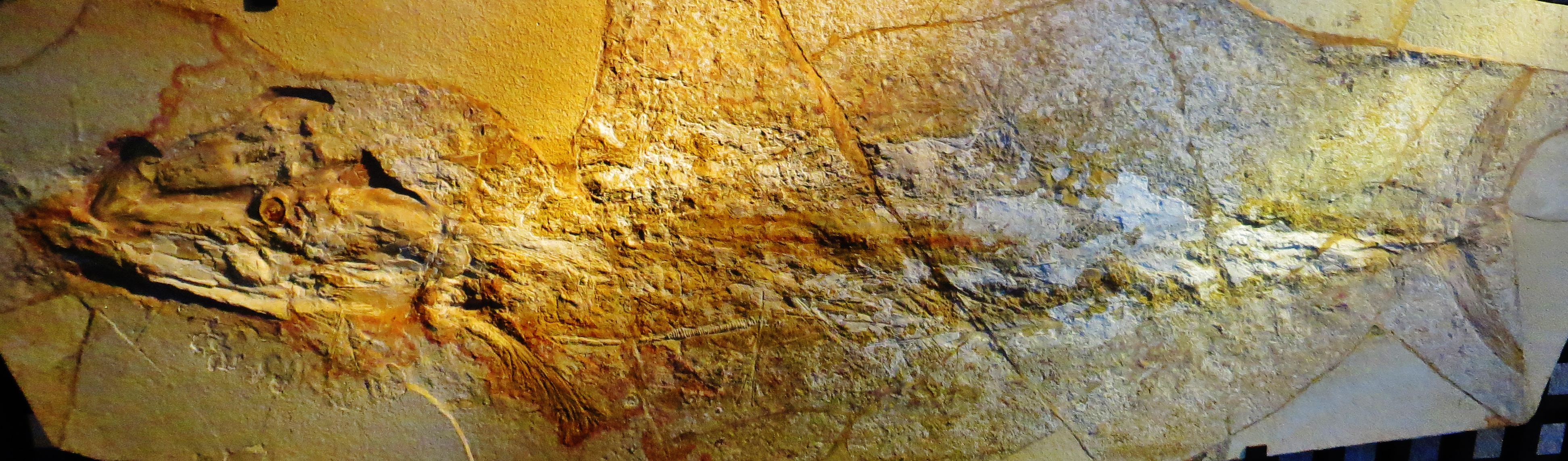
Fossile di Asthenocormus

Essendo privo di denti, si suppone che Asthenocormus non fosse un predatore attivo. Tuttavia, alcuni resti rinvenuti in esemplari completi indicano che Asthenocormus si nutriva di piccoli pesci della specie Tharsis dubius, sebbene altri animali simili fossero planctivori. La forma affusolata e appuntita del muso avrebbe concesso all'animale grande velocità utile per predare piccoli pesci.